# Manon Fiorot
Manon Caroline Fiorot (ur. 17 lutego 1990 w Nîcei) – francuska zawodniczka mieszanych sztuk walki wagi muszej. Od 2021 roku zawodniczka najlepszej organizacji MMA na świecie Ultimate Fighting Championship.

## Wczesne życie
Manon Fiorot urodziła się 17 lutego 1990 roku w Nicei. Swoją karierę sportową rozpoczęła się w wieku 7 lat, kiedy zaczęła ćwiczyć karate. Później zamieszkała w szkole snowboardu i wygrała mistrzostwa Francji w snowboardzie.
W wieku 18 lat powróciła do treningów karate i zdobyła czarny pas, zanim dołączyła do reprezentacji Francji. W 2014 roku została wybrana do Mistrzostw Świata w Karate, ale wkrótce potem doznała poważnej kontuzji. Po jej wyleczeniu zaczęła trenować kickboxing i Muay Thai. W formułach tych wygrała kilka krajowych zawodów. W amatorskim Muay Thai jej bilans wynosi 12 zwycięstw i 0 porażek, a także posiada dwa tytuły mistrzyni kraju. Fiorot zdobyła także trzy tytuły mistrzyni kraju w K-1.

## Osiągnięcia

### Mieszane sztuki walki
- Extreme Fighting Championship
  - 2019-2021: Mistrzyni EFC w wadze muszej[6]
- UAE Warriors
  - 2020: Mistrzyni UAE Warriors w wadze muszej

## Lista walk w MMA
| Wtynik    | Bilans | Przeciwnik (bilans przed walką) | Rozstrzygnięcie                                      | Runda | Czas | Rozgrywki                              | Data       | Miejsce       | Uwagi                                                          |
| --------- | ------ | ------------------------------- | ---------------------------------------------------- | ----- | ---- | -------------------------------------- | ---------- | ------------- | -------------------------------------------------------------- |
| Przegrana | 12-2   | Walentina Szewczenko (24-4-1)   | Decyzja (jednogłośna)                                | 5     | 5:00 | UFC 315                                | 10.05.2025 | Montreal      | Pojedynek o pas mistrzyni UFC w wadze muszej. Co-Main Event.   |
| Wygrana   | 12-1   | Erin Blanchfield (12-1)         | Decyzja (jednogłośna)                                | 5     | 5:00 | UFC on ESPN: Blanchfield vs. Fiorot    | 30.03.2024 | Atlantic City | Main Event                                                     |
| Wygrana   | 11-1   | Rose Namajunas (11-5)           | Decyzja (jednogłośna)                                | 3     | 5:00 | UFC Fight Night: Gane vs. Spivak       | 02.09.2023 | Paryż         | Co-Main Event                                                  |
| Wygrana   | 10-1   | Katlyn Chookagian (18-4)        | Decyzja (jednogłośna)                                | 3     | 5:00 | UFC 280                                | 22.10.2022 | Abu Zabi      | Limit umowny -57,8 kg. Chookagian nie zrobiła limitu wagowego. |
| Wygrana   | 9-1    | Jennifer Maia (19-8-1)          | Decyzja (jednogłośna)                                | 3     | 5:00 | UFC on ESPN: Blaydes vs. Daukaus       | 26.03.2020 | Columbus      |                                                                |
| Wygrana   | 8-1    | Mayra Bueno Silva (7-1-1)       | Decyzja (jednogłośna)                                | 3     | 5:00 | UFC Fight Night: Ladd vs. Dumont       | 16.10.2021 | Las Vegas     |                                                                |
| Wygrana   | 7-1    | Tabatha Ricci (5-0)             | TKO (ciosy pięściami)                                | 2     | 3:00 | UFC Fight Night: Rozenstruik vs. Sakai | 05.06.2021 | Las Vegas     |                                                                |
| Wygrana   | 6-1    | Victoria Leonardo (8-2)         | TKO (wysokie kopnięcie i ciosy pięściami w parterze) | 2     | 4:08 | UFC on ESPN: Chiesa vs. Magny          | 20.01.2021 | Abu Zabi      | Debiut w UFC                                                   |
| Wygrana   | 5-1    | Gabriela Campo (6-1)            | TKO (ciosy pięściami)                                | 1     | 4:48 | UAE Warriors 14                        | 27.11.2020 | Abu Zabi      | Zdobyła pas mistrzyni UAE Warriors w wadze muszej              |
| Wygrana   | 4-1    | Naomi Tataroglu (2-2)           | TKO (ciosy pięściami)                                | 2     | 3:00 | UAE Warriors 13                        | 25.09.2020 | Abu Zabi      |                                                                |
| Wygrana   | 3-1    | Corinne Laframboise (5-3)       | TKO (ciosy pięściami)                                | 3     | 1:52 | UAE Warriors 12                        | 31.07.2020 | Abu Zabi      | Debiut w UAE Warriors                                          |
| Wygrana   | 2-1    | Amanda Lino (4-1)               | Decyzja (jednogłośna)                                | 5     | 5:00 | Extreme Fighting Championship 83       | 14.12.2019 | Pretoria      | Zdobyła pas mistrzowski EFC w wadze muszej                     |
| Wygrana   | 1-1    | Mellony Geugjes (3-7)           | TKO (ciosy pięściami)                                | 3     | 4:17 | Extreme Fighting Championship 80       | 29.06.2019 | Johannesburg  | Debiut w wadze muszej                                          |
| Przegrana | 0-1    | Leah McCourt (0-1)              | Decyzja (niejednogłośna)                             | 3     | 5:00 | Cage Warriors 94                       | 16.06.2018 | Antwerpia     | Debiut w zawodowym MMA. Pojedynek w limicie -62, 5 kg          |